# ال اولبریکسون
ال اولبریکسون (انگلیسی: Al Ulbrickson; ۱۰ اکتبر ۱۹۳۰ – ۶ ژوئیهٔ ۲۰۱۲) قایقران روئینگ اهل ایالات متحده آمریکا بود.